# Exoprosopa paramonovi
Exoprosopa paramonovi är en tvåvingeart som beskrevs av Neal L. Evenhuis 1978. Exoprosopa paramonovi ingår i släktet Exoprosopa och familjen svävflugor. Inga underarter finns listade i Catalogue of Life.